# Mesaphorura jirii
Mesaphorura jirii är en urinsektsart som beskrevs av Josef Rusek 1982. Mesaphorura jirii ingår i släktet Mesaphorura, och familjen blekhoppstjärtar. Arten är reproducerande i Sverige.